# Рені Рід
Рені Рід (англ. Renee Reid; нар. 28 травня 1978) — колишня австралійська тенісистка.
Найвищу одиночну позицію світового рейтингу — 174 місце досягла 22 вересня 1997, парну — 150 місце — 1 грудня 1997 року.

## Фінали ITF

### Одиночний розряд (2–3)
| Турніри $25,000 |
| Турніри $10,000 |

| Результат | Ранг | Дата           | Турнір                          | Покриття | Суперниця       | Рахунок       |
| --------- | ---- | -------------- | ------------------------------- | -------- | --------------- | ------------- |
| Поразка   | 1.   | 15 грудня 1996 | Сан-Паулу, Бразилія             | Ґрунт    | Лаура Монтальво | 2–6, 7–5, 2–6 |
| Поразка   | 2.   | 11 травня 1997 | Меріборо (Квінсленд), Австралія | Тверде   | Сінді Вотсон    | 4–6, 2–6      |
| Поразка   | 3.   | 18 травня 1997 | Кебулче, Австралія              | Тверде   | Асагое Сінобу   | 4–6, 1–6      |
| Перемога  | 1.   | 25 травня 1997 | Джимпі, Австралія               | Тверде   | Асагое Сінобу   | 3–6, 6–3, 6–4 |
| Перемога  | 2.   | 8 червня 1997  | Іпсвіч (Квінсленд), Австралія   | Тверде   | Асагое Сінобу   | 6–1, 6–3      |

### Парний розряд (1–5)
| Результат | Ранг | Дата              | Турнір                  | Покриття | Партнерка       | Суперниці                        | Рахунок          |
| --------- | ---- | ----------------- | ----------------------- | -------- | --------------- | -------------------------------- | ---------------- |
| Поразка   | 1.   | 26 квітня 1997    | Далбі, Австралія        | Тверде   | Дженні-Енн Фетч | Нанні де Вільєрс Ліза Макші      | 0–6, 3–6         |
| Поразка   | 2.   | 3 травня 1997     | Kooralbyn, Австралія    | Тверде   | Дженні-Енн Фетч | Нанні де Вільєрс Ліза Макші      | 7–6(4), 1–6, 3–6 |
| Поразка   | 3.   | 10 травня 1997    | Гоуп-Айленд, Австралія  | Тверде   | Дженні-Енн Фетч | Нанні де Вільєрс Ліза Макші      | 4–6, 4–6         |
| Поразка   | 4.   | 27 липня 1997     | Росток, Німеччина       | Ґрунт    | Река Відатс     | Светлана Кривенчева Павліна Нола | w/o              |
| Перемога  | 1.   | 3 серпня 1997     | Горб, Німеччина         | Ґрунт    | Юлія Абе        | Магда Міхалаке Аліче Пірсу       | 6–3, 6–3         |
| Поразка   | 5.   | 10 листопада 1997 | Маунт-Гамбір, Австралія | Тверде   | Река Відатс     | Кетрін Берклей Kim Eun-ha        | 3–6, 2–6         |